# Joan Antoni Baron Espinar
Joan Antoni Baron Espinar, (Melilla, 1955) es maestro y exalcalde de Mataró (Maresme), desde 2004 a 2011. Desde 1995 es concejal.
Actualmente, jefe del grupo municipal del PSC-PM, en la oposición, hace de maestro en la escuela pública Camino del Medio y mantiene su actividad en el blog, Facebook y Twitter, combinando vivencias personales, actividad como casteller de los Cabezudos de Mataró y faceta política. Fue uno de los referentes entre los alcaldes del país para su gestión directa y personal en las redes sociales.
En 2010 figuraba en el puesto número 56 como los alcaldes mejor valorados de España.
En 2015 estuvo imputado, junto a otros 19 alcaldes, por el caso de los relojes regalados a la FMC.